# Санта Марија Рјопетра (Форли-Чезена)
Санта Марија Рјопетра је насеље у Италији у округу Форли-Чезена, региону Емилија-Ромања.
Према процени из 2011. у насељу је живело 18 становника. Насеље се налази на надморској висини од 322 м.